# 胡事民
胡事民（1968年—），男，浙江长兴人，中国计算机科学家，清华大学计算机科学与技术系教授，可视媒体研究中心主任。中国科学院院士，中国计算机学会副理事长，《计算可视媒体》杂志主编。

## 生平

### 教育经历
1986年入吉林大学数学系计算数学与应用软件专业，1990年7月取得学士学位。1990年9月考入浙江大学数学系计算几何与图形学专业，1993年7月取得硕士学位。1993年9月再次考入浙江大学数学系计算几何与图形学专业，1996年5月取得博士学位。

### 工作经历
1996年5月至1998年3月为清华大学计算机科学与技术系博士後。1998年3月至1999年6月为讲师。1999年6月至2002年12月为副教授。2002年12月至今为教授。
2023年11月当选中国科学院院士。